# Torre pendente
Una torre pendente è una torre che, o per cause naturali (in genere cedimenti nel terreno su cui poggia), o per difetto di progettazione o per motivi voluti (estetica) si erge sulla sua base in direzione non perpendicolare. 
La fisica stabilisce che un edificio inclinato può rimanere in piedi finché la perpendicolare al terreno del suo baricentro interseca comunque la base dell'edificio stesso. 

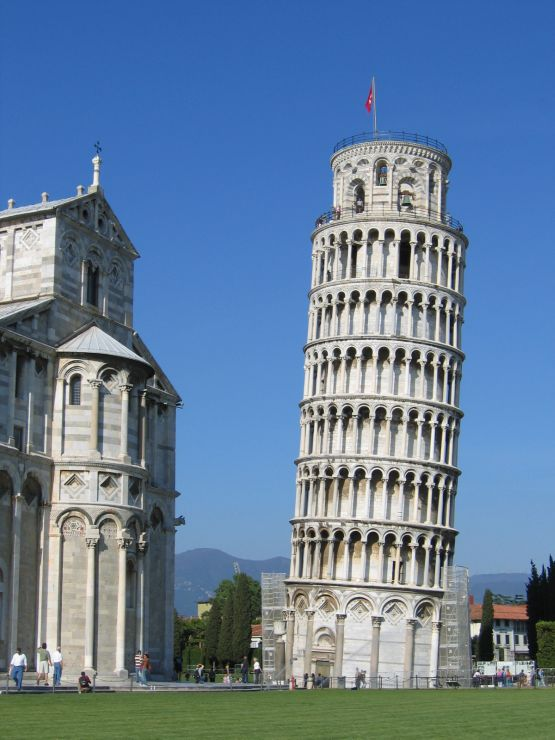
La Torre di Pisa.

Il caso più famoso è quello della torre di Pisa, ma di torri pendenti ve ne sono in tutto il mondo. Segue l'elenco di quelle più significative.

## Asia

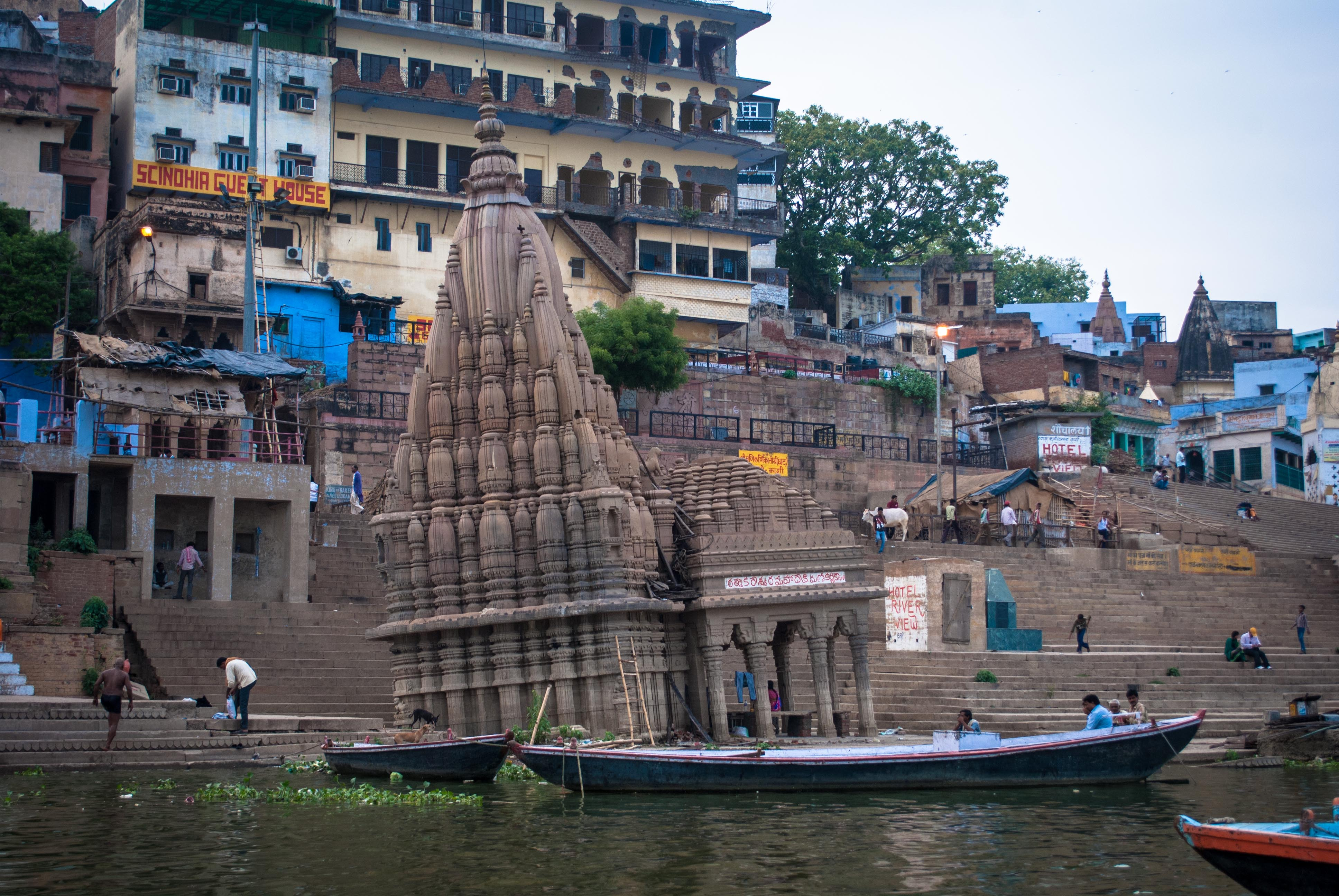
Tempio di Ratneshwar Mahadev, Varanasi, India.

### Cina
- Pagoda della Grande Oca Selvatica a Xi'an
- Pagoda Huzhu sul monte Tianma presso Shanghai
- Pagoda della Collina della Tigre a Suzhou (Jiangsu)
- Torre volutamente pendente del tempio di Yuquan (Hubei)
- Torre pendente di Qianwei a Suizhong County (Liaoning)

#### Hong Kong
- Coppia di torri del Corridoio ovest Hong Kong–Shenzhen

### India
- Golden Pillar, tempio di Ettumanur
- Tempio pendente di Huma, Sambalpur, India
- Tempio di Ratneshwar Mahadev, Varanasi, India

### Iraq

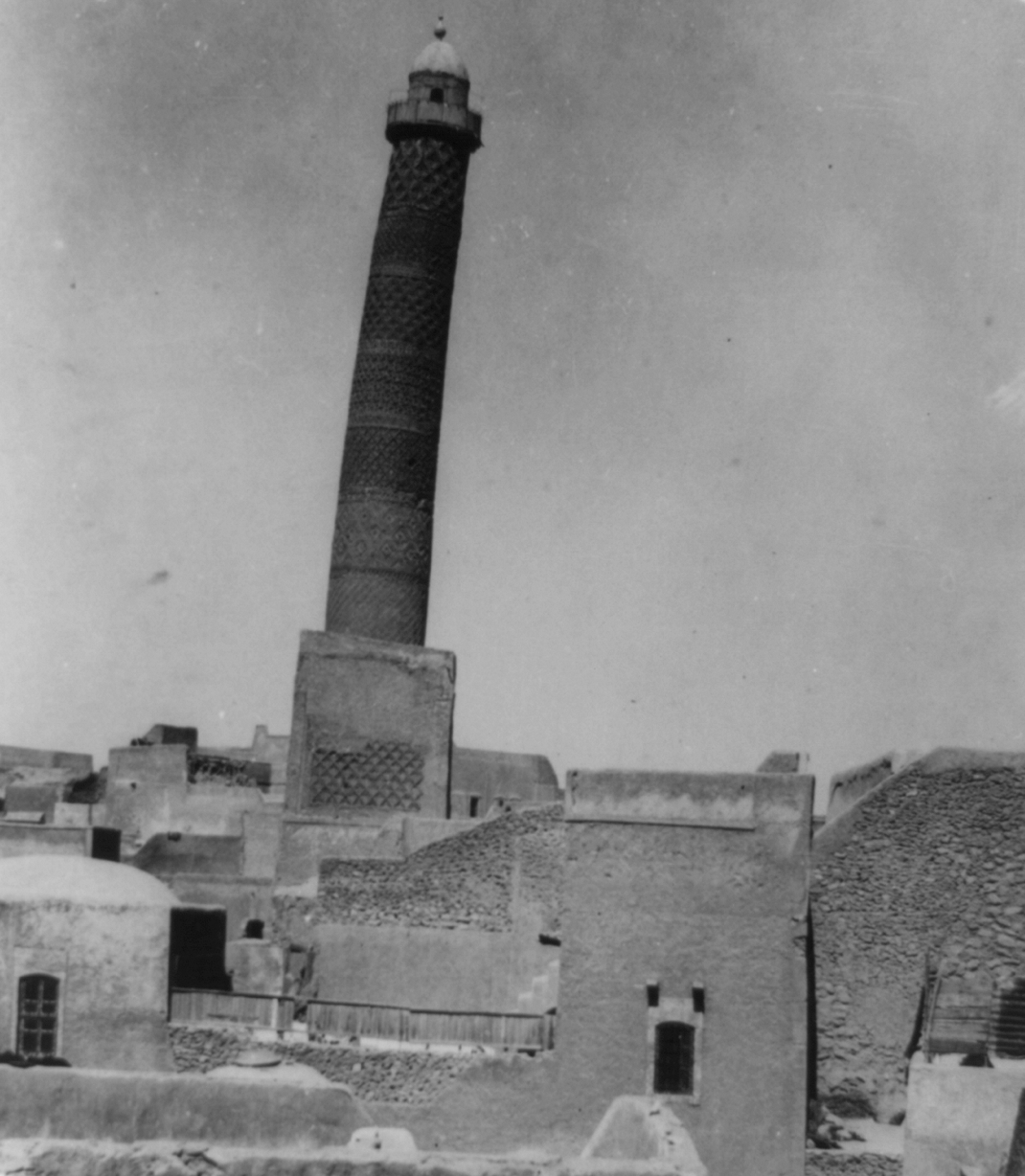
Minareto pendente della Grande Moschea di al-Nuri del XII secolo a Mosul, Iraq, 1932.

- Minareto pendente della Grande Moschea di al-Nuri del XII secolo a Mosul

### Malesia
- Torre pendente di Teluk Intan, nella città di Teluk Intan, stato di Perak

### Filippine
- Campanile della chiesa parrocchiale di Bombon

### Emirati Arabi Uniti
- Capital Gate di Abu Dhabi (2010)

## Europa

### Belgio
- Il Beffroi di Bruges a Bruges

### Repubblica ceca
- Il campanile della chiesa di Nanebevzetí Panny Marie a Ústí nad Labem

### Danimarca
- Hotel Bella Sky a Copenaghen

### Francia
- La tour penchée, Oye-Plage, Pas-de-Calais

### Germania
- Metzgerturm[1] a Ulma
- Neuer Zollhof a Düsseldorf
- Reichenturm a Bautzen

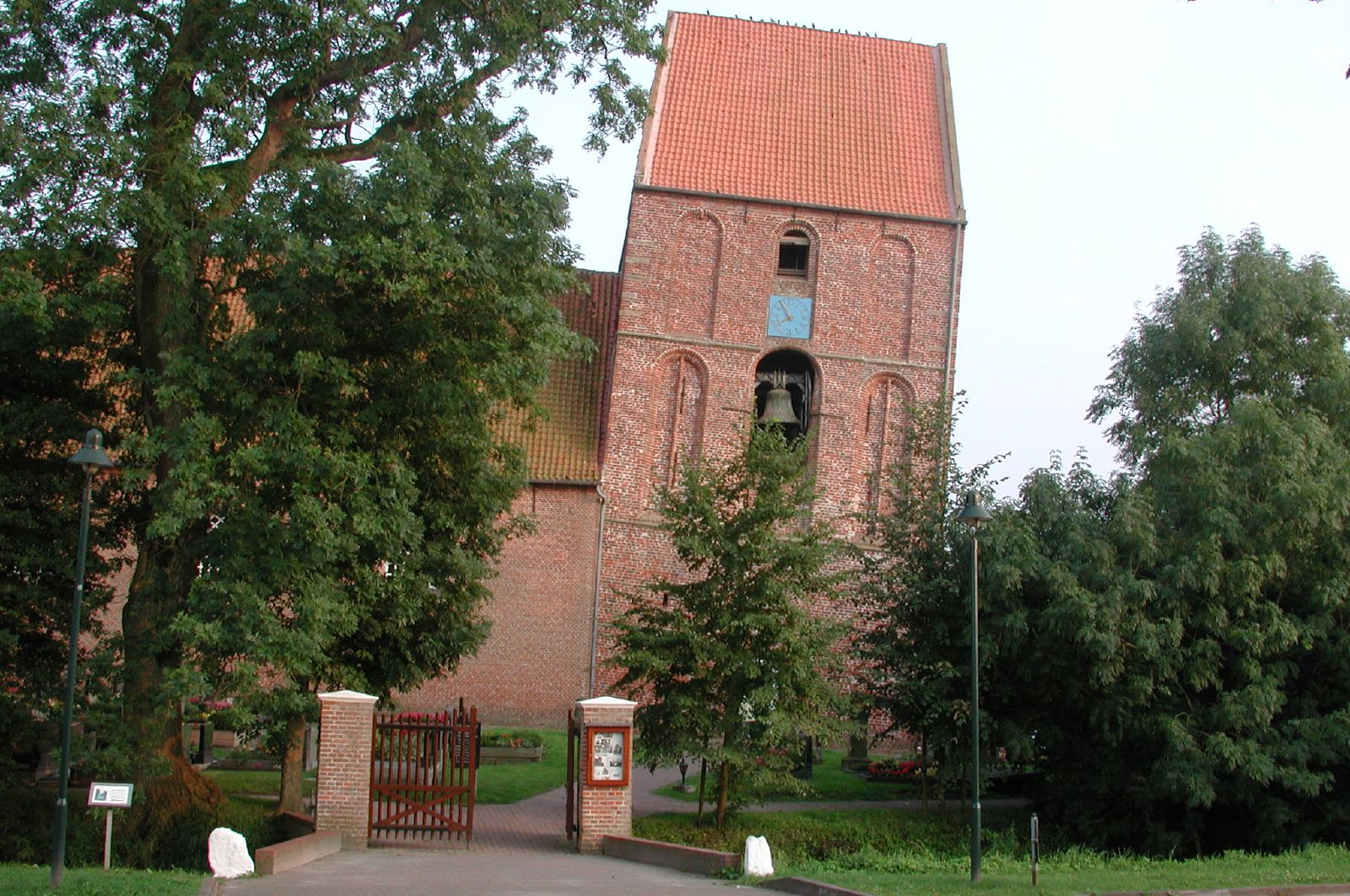
La torre pendente di Suurhusen (Hinte).

- Torre pendente di Suurhusen  (Schiefer Turm von Suurhusen) (secondo il Guinness dei primati la torre più pendente del mondo)
- Torre pendente di Dausenau (Schiefer Turm von Dausenau)
- Il campanile della Chiesa di Nostra Signora a Bad Frankenhausen

### Ungheria
- Torre antincendio di Szécsény, pendente di 3 gradi

### Irlanda
- Torre circolare del monastero di Kilmacduagh a Gort, nella Contea di Galway

### Italia

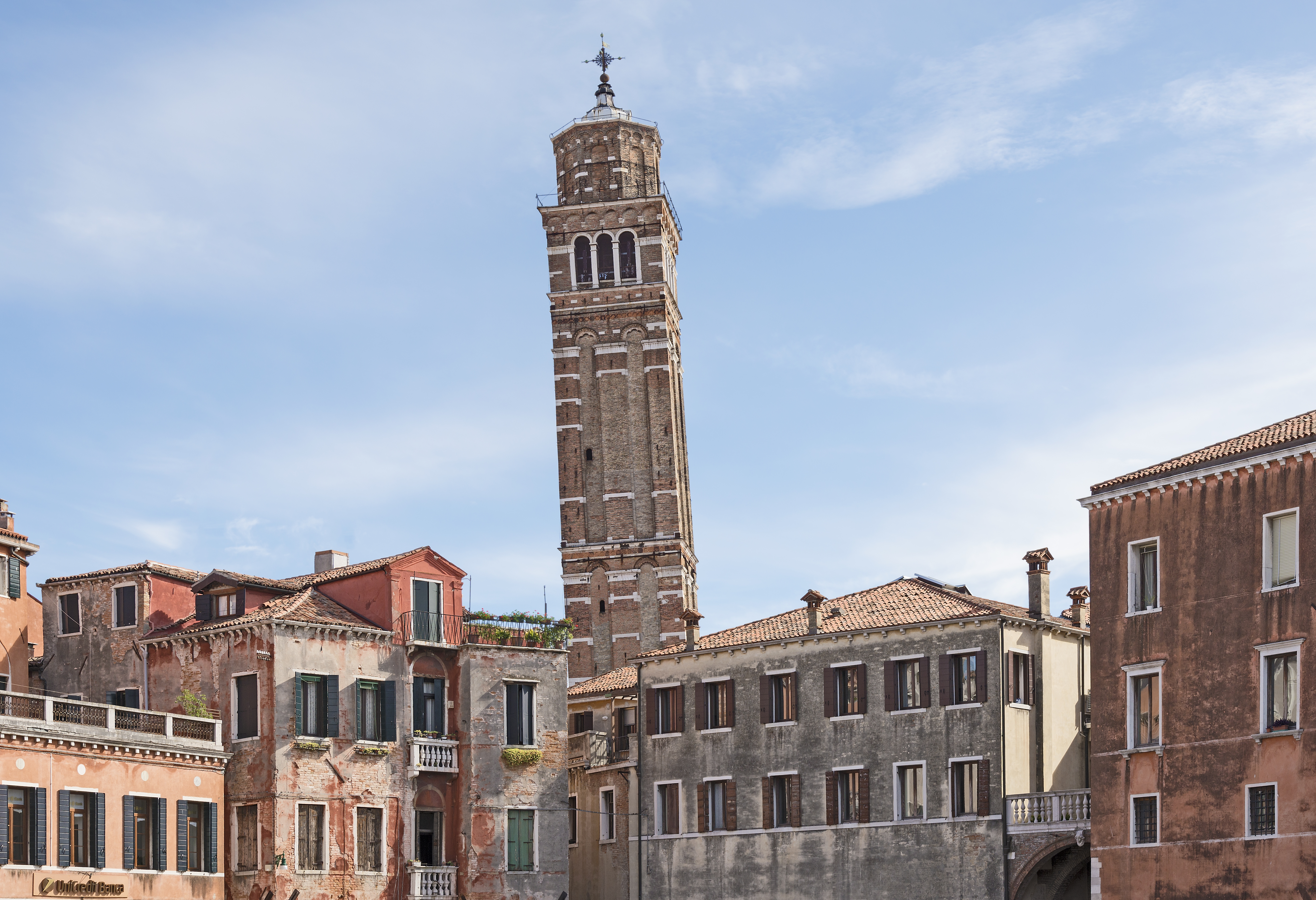
Campanile della Chiesa di Santo Stefano a Venezia

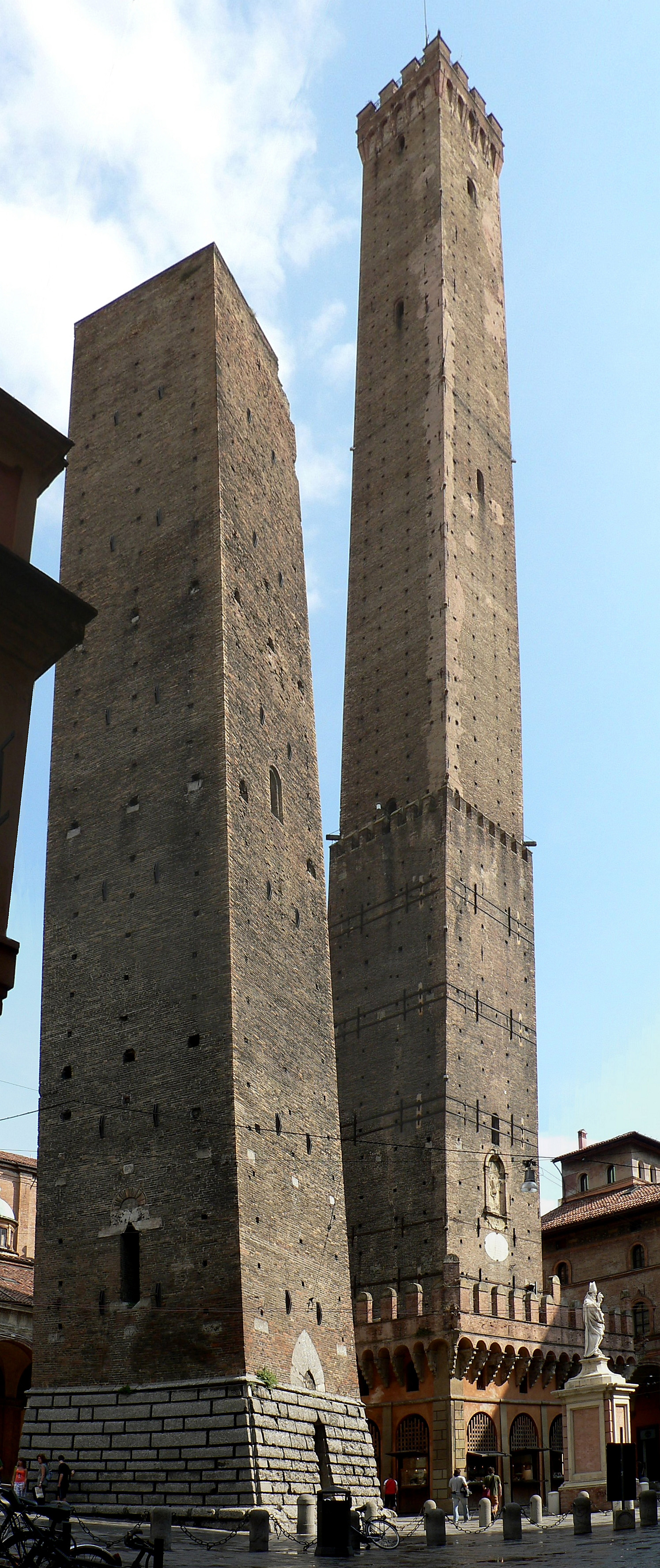
Le due torri di Bologna

- Torre della chiesa di San Martino, Este (PD)
- Campanile del Duomo di Caorle
- Torre di Pisa (campanile della Cattedrale di Pisa), Pisa
- Campanile del Duomo di Portogruaro
- Campanile della chiesa di San Giorgio dei Greci a Venezia
- Campanile della chiesa di San Martino nell'isola di Burano, Venezia
- Campanile della chiesa di San Michele degli Scalzi, Pisa
- Campanile della chiesa di San Nicola, Pisa
- Campanile della chiesa di San Sepolcro, Parma
- Campanile della chiesa di Santo Stefano a Venezia
- Campanile di San Marco a Venezia
- Torre civica a Castel Goffredo[2]
- Torre delle Milizie a Roma
- Torre degli Asinelli a Bologna
- Torre della Garisenda a Bologna
- Campanile della Chiesa di S.Matteo a Molinella (BO)
- Torre di Vernazzano, frazione del comune di Tuoro sul Trasimeno
- Ghirlandina (campanile del Duomo di Modena), Modena

### Paesi Bassi

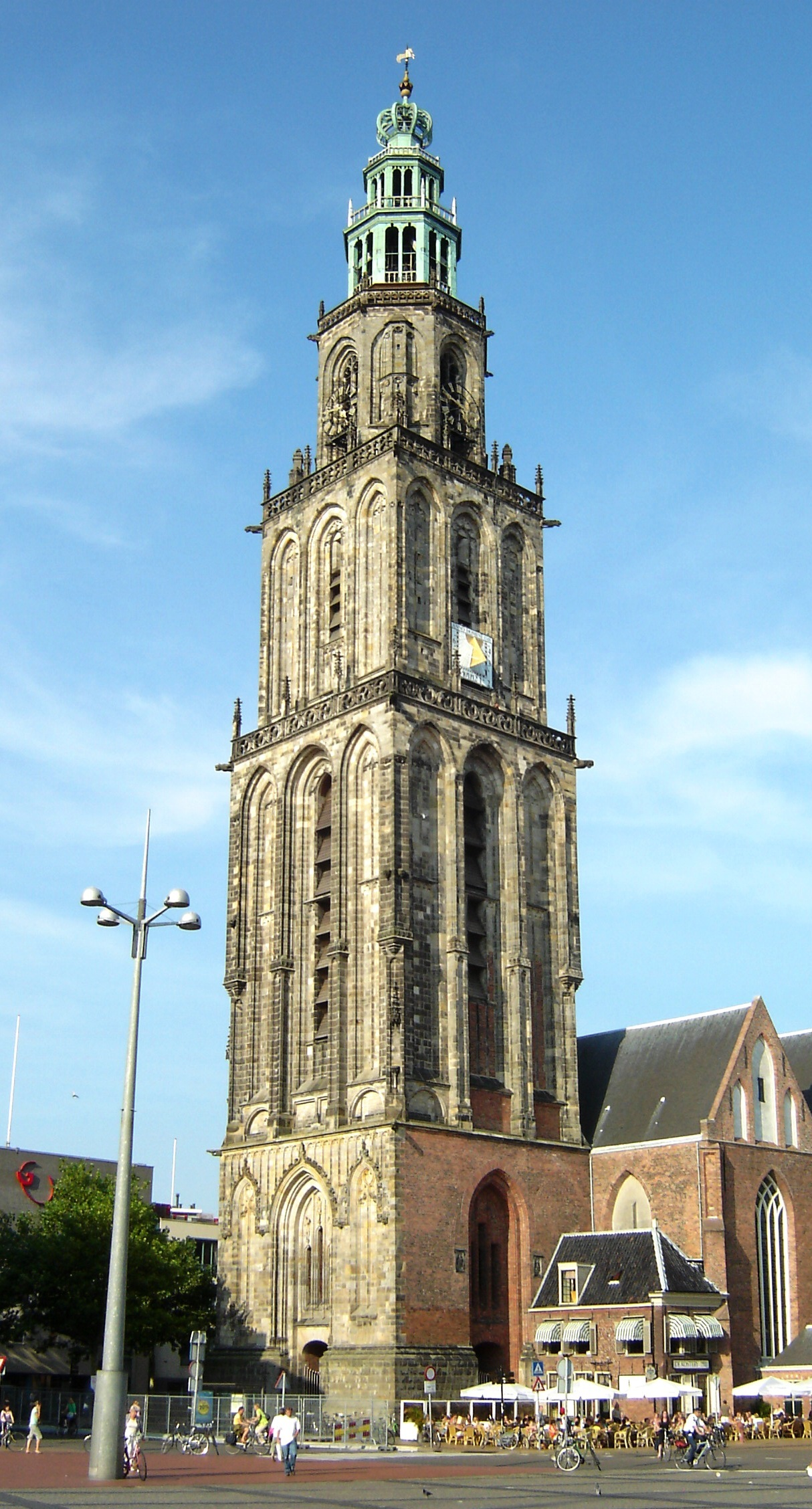
Martinitoren a Groninga

- Campanile di St. Walfriduskerk a Bedum
- Campanile dell'Oude Kerk a Delft
- Campanile della Central Church of Dordrecht
- Torre Oldehove a Leeuwarden
- Martinitoren a Groninga
- Torre di Catharinakerk a Acquoy (Geldermalsen)
- Torre del Lierse Dom a De Lier
- Campanile della chiesa di Loenen aan de Vecht (Loenen)

### Polonia
- Torre pendente a Toruń
- Torre pendente a Ząbkowice Śląskie
- Torre Baszta Sowia a Pyrzyce

### Romania
- Campanile della chiesa evangelica di santa Margherita a Mediaș
- Campanile della chiesa evangelica a Ruși-Slimnic

### Russia

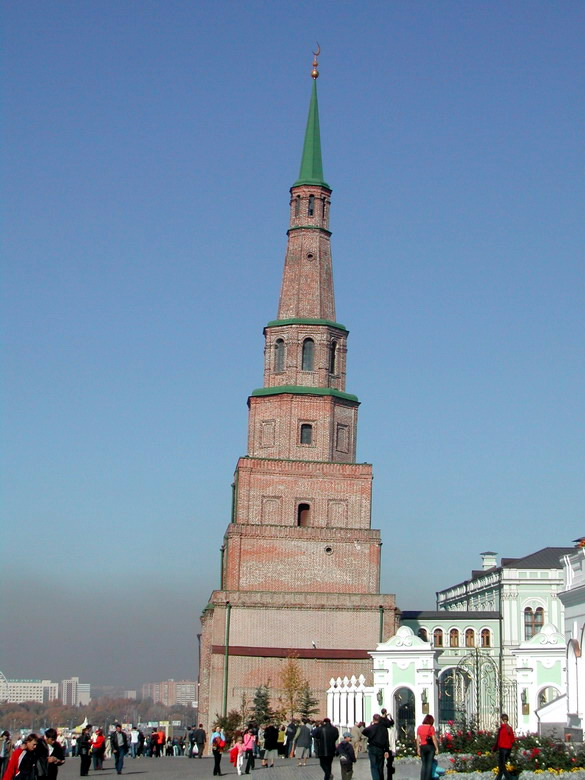
La torre Sjujumbike a Kazan'

- Torre pendente a Nev'jansk
- Campanile a Solikamsk
- Torre Sjujumbike a Kazan'

### Serbia
- Chiesa di sant'Antonio di Padova nella municipalità di Zvezdara, Belgrado

### Slovacchia
- Torre della chiesa di San Martino a Vrbové[3]

### Spagna
- Puerta de Europa a Madrid, il primo grattacielo inclinato del mondo
- Torre della chiesa di San Pedro del los Francos a Calatayud, Aragona
- La Torre Nueva pendente di Saragozza, demolita nel 1892, fu fino ad allora la torre pendente più famosa di Spagna.

### Regno Unito
- Torre sudoerientale del Castello di Caerphilly, Galles
- Albert Memorial Clock a Belfast, Irlanda del Nord
- Gran torre del castello di Bridgnorth, nella città di Bridgnorth, Shropshire
- Torre della Chiesa del Tempio di Bristol, Inghilterra
- Torre dei francescani, rovine del monastero francescano di King's Lynn, Inghilterra
- Guglia della chiesa di Santa Maria e di Tutti i Santi a Chesterfield[4]
- Torre campanaria della chiesa di San Martino a Cwmyoy, Monmouthshire, Galles.
- Torre e guglia della chiesa di san Lorenzo a Surfleet, Lincolnshire,
- Bateman's Tower a Brightlingsea, Essex.
- Torre del Big Ben, Londra[5]

## Nordamerica

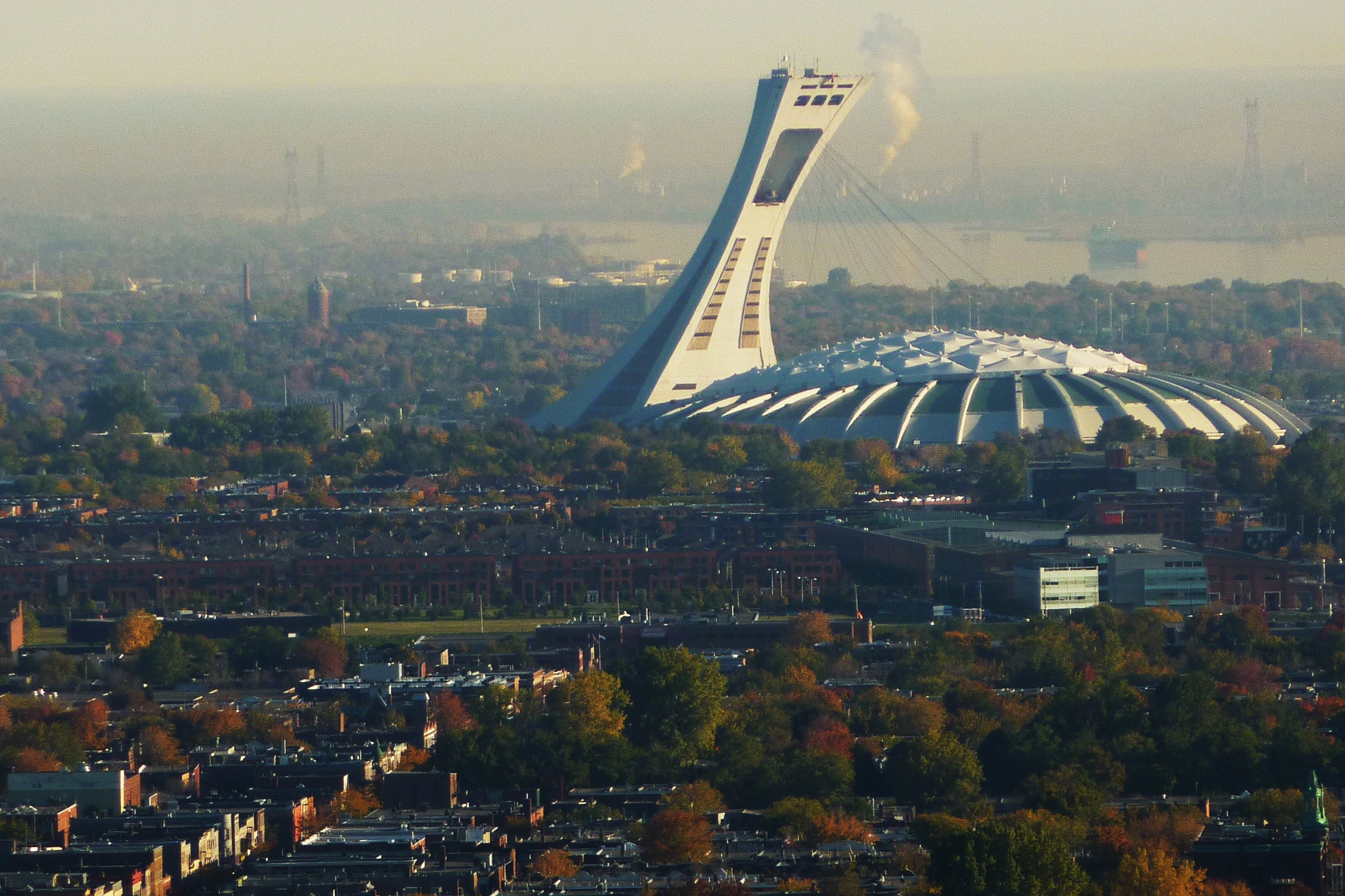
Lo Stadio Olimpico di Montréal con la più alta torre volutamente pendente.

### Canada
- Torre dello Stadio Olimpico di Montréal, Montréal

### Stati Uniti
- Torre pendente di Niles a Niles nell'Illinois; una replica della Torre di Pisa
- Torre idrica pendente di Groom, Texas
- Millennium Tower a San Francisco; un esame del 2016 mostrò che l'edificio era sceso di 16 pollici, due dei quali verso nordovest
- Faro di Sharps Island, 3 miglia al largo del capo sud dell'isola di Tilghman nella Baia di Chesapeake nel Maryland, fu danneggiato da un banco di ghiaccio nel 1977, che ne provocò l'inclinazione di 15°
- Veer Towers a CityCenter Las Vegas, sulla Las Vegas Strip a Paradise

## Oceania

### Australia
- Torre pendente di Gingin al Gravity Discovery Centre

### Nuova Zelanda
- Torre pendente di Wanaka nel Puzzling World